# بلوطية ذهبية
البلوطية الذهبية (الاسم العلمي: Chrysobalanaceae) هي فصيلة من النباتات تتبع رتبة الملبيغيات من طائفة ثنائيات الفلقة.

## التصنيف
- البريناراوية
  - البريناري